# Lee Tergesen
Lee Tergesen est un acteur américain, né le 8 juillet 1965 à Ivoryton (Connecticut).

## Biographie
D'origine norvégienne et suédoise, Lee Tergesen est diplômé de l'école American Musical and Dramatic Academy de la ville de New York.
Il débute en 1992 dans le film Wayne's World et sa suite, Wayne's World 2, en 1993. Il tourne ensuite dans les séries télévisées Code Lisa en 1994 et dans Homicide.
Par la suite, Tergesen gagne de la notoriété avec le rôle de Tobias Beecher dans Oz (1997-2003). C'est au cours du tournage d'une scène de la série Oz qu'il a perdu l'usage d'un de ses index après les avoir claqués contre les barreaux de prison.
Il a joué dans plusieurs films comme Point Break, Shaft, Monster ou encore Mémoire effacée. Il a aussi fait de nombreuses apparitions ponctuelles dans des séries télévisées comme Urgences, Rescue Me : Les Héros du 11 septembre, New York, police judiciaire ou encore, New York, section criminelle.
Tergesen a joué dans Desperate Housewives, où il interprète le parrain d'une association des Alcooliques anonymes attiré sexuellement par Bree Van de Kamp. Plus récemment, il a joué dans le film Massacre à la tronçonneuse : Le Commencement (The Texas Chainsaw Massacre: The Beginning).
Parmi les séries majeures où il apparaît en tant que vedette invitée citons Dr House dans le cinquième épisode de la sixième saison L'argent ne fait pas le bonheur ou encore Daredevil dans l'épisode 10 de la saison 3.
Il est le frère de l'acteur Chris Tergesen, qui est marié à Toni Lewis.

## Filmographie

### Cinéma
- 1987 : Mind Benders : Crash Hopkins
- 1991 : Point Break - Extrême limite : Rosie
- 1992 : Wayne's World : Terry
- 1993 : Wayne's World 2 : Terry
- 1996 : The Shot
- 1997 : George B. : Frank
- 1999 : Inferno : Luke
- 1999 : Diamonds
- 2000 : Shaft : Luger
- 2001 : Perfume : un avocat (scène supprimée)
- 2001 : The Boys of Sunset Ridge : Ben Thorpe à 33 ans
- 2001 : Mergers & Acquisitions : Isaac
- 2002 : Bark! : Peter
- 2003 : Monster : Vincent Corey
- 2004 : Extreme Dating : Hack
- 2004 : Mémoire effacée : Al Petalis
- 2007 : Massacre à la tronçonneuse : Le Commencement : Holden
- 2008 : Pineapple : Bruce
- 2010 : Helena from the Wedding : Alex
- 2010 : Silver Tongues : Gerry
- 2011 : 2ND Take : Bobby
- 2012 : Red Tails : Colonel Jack Tomlinson
- 2012 : No One Lives de Ryūhei Kitamura : Hoag
- 2012 : The Collection : Lucello
- 2014 : Desert Cathedral : Peter Collins
- 2014 : Into the Dark (court métrage) : 33963
- 2015 : Tooken : Bryan Millers
- 2016 : Equity : Randall

### Télévision
- 1990 : New York, police judiciaire :  Clemens (saison 1, épisode 1)
- 1991 : Session Man (court métrage) : Neal
- 1991 : Acting Sheriff (téléfilm) : Robbie
- 1991 : La Signature de l'assassin (The Killing Mind) (téléfilm) : Ron Donoho
- 1991 : Détective Philippe Lovecraft (téléfilm) : Larry Willis / Lilly Sirwar
- 1993 : Wild Palms : serveur (non crédité)
- 1993 - 1994 : Homicide : Chris Thormann (6 épisodes)
- 1993 : Darkness Before Dawn (téléfilm)
- 1994 : Philly Heat : Ivan Loki
- 1994 - 1998 : Code Lisa : Chett Donnelly (88 épisodes)
- 1995 : JAG : Sergent Gentry
- 1996 : Hudson Street ; Larry Fetchko
- 1996 : Duckman: Private Dick/Family Man : Chett Donnelly
- 1997 : Chérie, j'ai rétréci les gosses : Carter
- 1997 : Cracker : Dan Green
- 1997 - 2003 : Oz : Tobias Beecher
- 1998 : Les Anges du bonheur : Blake Chapman
- 1999 : The Hoop Life : le photographe
- 1999 : Saturday Night Live : Tobias Beecher
- 2000 : The Beat : Steve Dorigan
- 2001 : Wild Iris (téléfilm) : Lud van Eppy
- 2001 : Shot in the heart (téléfilm) : Frank Gilmore Jr.
- 2001 : Mort préméditée
- 2002 : New York 911 : Jared McKinley
- 2002 : Le Justicier de l'ombre : Carl Ginley
- 2002 : Urgences : Demerol Junkie
- 2003 : Queens Supreme : Tommy Ryan
- 2003 : New York, section criminelle : Keith Ramsey (saison 2, épisode 11)
- 2003 : FBI : Opérations secrètes : Detective
- 2004 : A Thief of Time (téléfilm) : Randall Elliot
- 2004 : Les 4400 : Oliver Knox
- 2005 : The Exonerated (téléfilm) : Walter Rhodes
- 2005 : Les Experts : Martin Hawkins
- 2005 : Rescue Me : Les Héros du 11 septembre : Sully
- 2005 : New York, police judiciaire : avocat Heller (épisode 16, épisode 3)
- 2005 : Wanted : Eddie Drake
- 2006 : Waterfront
- 2006 : Southern Comfort : Blue
- 2006 : Desperate Housewives : Peter McMillan (5 épisodes)
- 2006 : The Unit : Commando d'élite : Alex Deckard
- 2007 : Les Maîtres de l'horreur : Layne (saison 2, épisode 9)
- 2007 : A.M.P.E.D. : Brian Spicer
- 2007 : New York, section criminelle : Josh Lemle (saison 6, épisode 16)
- 2007 : Bury My Heart at Wounded Knee (téléfilm) : Daniel Royer
- 2007 : Cane : Lamont Samuels
- 2008 : Generation Kill : Evan 'Scribe' Wright
- 2008 : Life on Mars : Lee Crocker
- 2009 : Love Therapy (Cupid) : Clint
- 2009 : Old Christine : Todd Watski
- 2009 : The Closer : L.A. enquêtes prioritaires : Detective Nick Carey
- 2009 : Kings : Ministre de la santé
- 2009 : Royal Pains : Zack Kingsley
- 2009 : Dr House : Roy Randall (saison 6, épisode 5)
- 2009 : Esprits criminels : Dale Shrader
- 2010 : New York, unité spéciale : Billy Skags (saison 11, épisode 14)
- 2010 - 2011 : American Wives : Officier Boone (10 épisodes)
- 2010 : Lie to Me : Gordon Cook
- 2011 : Los Angeles, police judiciaire : Patrick Denton (saison 1, épisode 16)
- 2010 : Castle : Marcus Gates
- 2012 : The River : Russ Landry
- 2012 : The Big C : Kirby
- 2012 : The Gifted man : Paul Curtis
- 2012 : The River : Russ Landry
- 2013 : Red Widow : Mike Tomlin
- 2013 - 2014 : Longmire : Ed Gorski
- 2013 : Copper : Philomen Keating
- 2013 : Drop Dead Diva : Sid Penar
- 2013 : Person of Interest : Detective Petersen
- 2014 : Following : Kurt
- 2014 : The Americans : Andrew Larrick
- 2014 : Forever : Hans Koehler
- 2014 : Blacklist : Frank Hyland
- 2014 : Hawaii 5-0 : Gordon Bristol
- 2014 : Alpha House : Colonel Eugene Drake
- 2014 : American Horror Story: Freak Show : Vince
- 2015 : Castle : Marcus Gates
- 2015 : Defiance : General Rahm Tak
- 2016 : Outcast (pilot)
- 2016 : NCIS : Nouvelle-Orléans : Mike Spar
- 2016 : Blindspot : Patrick O'Malley
- 2016 : The Strain : Tardi
- 2017 : Gone : Mel Foster
- 2018 : The Purge : Joe Owens
- 2018 : Daredevil : Père de Karen Page (saison 3,épisode 10)
- 2019 : City on a Hill : Vito (saison 1,épisode 2)
- 2021 : New York, unité spéciale : avocat de la défense Erik Garrison (saison 22, épisode 15)
- 2023 : Chicago PD : Richard Becks (saison 10)

## Voix françaises
En France, Thierry Mercier, est la voix française régulière de Lee Tergesen. Vincent Ropion l'a également doublé à six reprises. 
En France
| - Thierry Mercier, (*1961 - 2023) dans : - Code Lisa (série télévisée) - Oz (série télévisée) - Urgences (série télévisée) - New York, section criminelle (série télévisée) - Wanted (série télévisée) - Desperate Housewives (série télévisée) - Massacre à la tronçonneuse : Le Commencement - Royal Pains (série télévisée) - Lie to Me (série télévisée) - A Gifted Man (série télévisée) - Drop Dead Diva (série télévisée) - City on a Hill (série télévisée) - Vincent Ropion, dans : - Shaft - Generation Kill (série télévisée) - American Wives (série télévisée) - Castle (série télévisée) - Person of Interest (série télévisée) - Forever (série télévisée) - Constantin Pappas, dans (les séries télévisées) : - Les Anges du bonheur - The Closer : L.A. enquêtes prioritaires - Emmanuel Karsen, dans (les séries télévisées) : - Longmire - Doubt : Affaires douteuses - Thierry Ragueneau dans : - Wayne's World - Wayne's World 2 - Mathieu Buscatto, dans (les séries télévisées) : - New York, unité spéciale - American Horror Story | - Jean-Philippe Puymartin, dans (les séries télévisées) : - New York 911 - The Americans - Bernard Bollet, dans (les séries télévisées) : - Following - High Maintenance et aussi - Gérard Surugue dans JAG(série télévisée) - Pierre Laurent dans Les 4400 (série télévisée) - Daniel Lafourcade dans Les Experts (série télévisée) - Patrick Béthune dans Dr House (série télévisée) - José Luccioni dans Esprits criminels, (série télévisée) - Jérôme Keen dans The Collection - Tony Joudrier dans Blacklist (série télévisée) - Pascal Germain dans Defiance, (série télévisée) - Fabrice Lelyon dans The Strain, (série télévisée) - Lionel Tua dans Outcast (série télévisée) - Stéphane Roux dans Gone, (série télévisée) |